# Svjetska baština u Kanadi
Kronološki popis svjetske baštine u Kanadi po godini upisa na UNESCO-ovu listu:
1. 1978. – Ostaci vikinškog naselja na Newfoundlandu kod L'Anse aux Meadows
2. 1978. – Nacionalni park Nahanni u Sjeverozapadnom teritoriju
3. 1979. – Park dinosaura u Alberti
4. 1979. – Nacionalni park Kluane i Pokrajinski park Tatshenshini-Alsek
5. 1981. – Selo SGang Gwaay na otoku Anthony u Britanskoj Kolumbiji (kulturno naslijeđe naroda Haida)
6. 1981. – Head-Smashed-In Buffalo Jump
7. 1983. – Nacionalni park Wood Buffalo
8. 1984. – Povezani nacionalni i pokrajinski parkovi kanadskog Stjenjaka (nacionalni parkovi Nacionalni park Banff, Jasper, Kootenay, Yoho i pokrajinski parkovi Mount Robson, Mount Assiniboine i Hamber)
9. 1985. – Povijesni dio grada Québeca
10. 1987. – Nacionalni park Gros Morne na zapadnoj obali Newfoundlanda
11. 1995. – Stari grad Lunenburg u Novoj Škotskoj
12. 1995. – Nacionalni park Waterton Lakes (dio Internacionalnog parka mira Waterton-Glacier)
13. 1999. – Nacionalni park Miguasha na južnoj obali poluotoka Gaspé pokrajine Québec
14. 2007. - Kanal Rideau
15. 2008. - Stijene s fosilima kod Jogginsa
16. 2012. - Krajolik Grand Pré
17. 2013. - Red Bay, baskijska kitolovna postaja
18. 2016. - Mistaken Point
19. 2018. - Pimachiowin Aki
20. 2019. - Writing-on-Stone/Áísínai'pi
21. 2023. - Tr’ondëk-Klondike
22. 2023. - Anticosti

## Popis predložene svjetske baštine Kanade
1. 2004. - Gwaii Haanas
2. 2004. - Ivvavik / Vuntut / Herschel
3. 2004. - Quttinirpaaq
4. 2018. - Hecate tjesnac i stakleno spužvasto grebenje prolaza kraljice Charlotte
5. 2018. - Dolina Stein
6. 2018. - Wanuskewin
7. 2018. - Qajartalik
8. 2018. - Nacionalni park Sirmilik
9. 2018. - Yukonske ledene ploče
10. 2022. - Transatlantski kabelski sklop

## Poveznice
- Popis mjesta svjetske baštine u Americi